# Stenopogon powelli
Stenopogon powelli là một loài ruồi trong họ Asilidae. Stenopogon powelli được Wilcox miêu tả năm 1971. Loài này phân bố ở vùng Tân Bắc giới.